# Paulo de Almeida Coelho
Paulo de Almeida Coelho es un deportista portugués que compitió en atletismo adaptado. Ganó siete medallas en los Juegos Paralímpicos de Verano entre los años 1992 y 2000.

## Palmarés internacional
| Juegos Paralímpicos | Juegos Paralímpicos      | Juegos Paralímpicos | Juegos Paralímpicos |
| Año                 | Lugar                    | Medalla             | Prueba              |
| ------------------- | ------------------------ | ------------------- | ------------------- |
| 1992                | Barcelona (España)       | Medalla de oro      | 1500 m B1           |
| 1992                | Barcelona (España)       | Medalla de plata    | 5000 m B1           |
| 1992                | Barcelona (España)       | Medalla de bronce   | 800 m B1            |
| 1996                | Atlanta (Estados Unidos) | Medalla de oro      | 1500 m T10          |
| 1996                | Atlanta (Estados Unidos) | Medalla de oro      | 5000 m T10          |
| 1996                | Atlanta (Estados Unidos) | Medalla de plata    | 800 m T10           |
| 2000                | Sídney (Australia)       | Medalla de oro      | 1500 m T11          |